# Chrysophyllum januariense
Chrysophyllum januariense är en tvåhjärtbladig växtart som beskrevs av August Wilhelm Eichler. Chrysophyllum januariense ingår i släktet Chrysophyllum och familjen Sapotaceae. IUCN kategoriserar arten globalt som utdöd. Inga underarter finns listade i Catalogue of Life.